# Lupercal

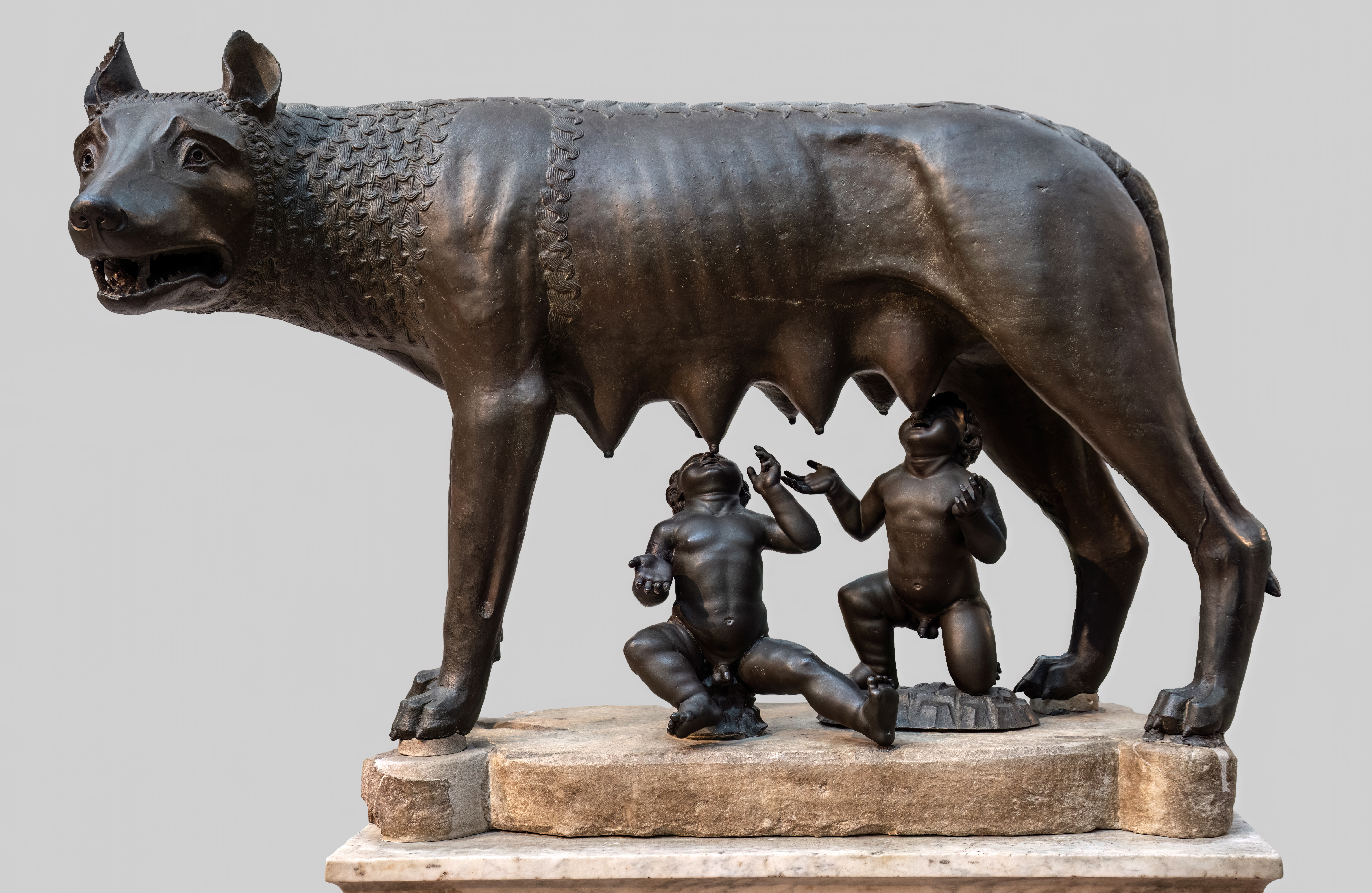
Kapitolinska varginnan, bronsskulptur.

Lupercal (lupa, latin "varghona") är en grotta vid foten av Palatinen i Rom, mellan Apollotemplet och basilikan Sant'Anastasia. I legenden om Roms grundande påträffades Romulus och Remus där av en mjölkstinn varghona. Hon gav dem di tills de hittades av herden Faustulus. Efteråt firade Lupercus-prästerna under Lupercalia vissa av ceremonierna i Lupercal; från de senare åren av republiken till 494 e.Kr., då seden avskaffades av påve Gelasius I.

## Arkeologisk återupptäckt
I januari 2007 förkunnade den italienska arkeologen Irene Iacopi att hon troligen hade hittat den legendariska grottan under resterna av kejsar Augustus hus på Palatinen. Arkeologer påträffade den 15 meter djupa håligheten under restaureringsarbeten i det vittrande palatset.
Den 20 november 2007 publicerades de första fotografierna. Dessa visade grottans valv, som är klätt med färggranna mosaiker, pimpsten och musselskal. I mitten av taket finns en avbildning av en vit örn, som var romerska rikets symbol under Augustus regeringstid. Arkeologer söker fortfarande efter ingången till grottan. Grottans läge under Augustus residens tros vara av betydelse; innan Octavianus blev Augustus, hade han övervägt att ta namnet Romulus för att antyda att han ämnade att grunda Rom på nytt.

### Andra åsikter
Adriano La Regina (Roms före detta arkeologiska superintendent 1976–2004, professor i etruskologi vid La Sapienza-universitetet i Rom), professor Fausto Zevi (professor i romersk arkeologi vid La Sapienza-universitetet) och professor Henner von Hesberg (chef för Tyska arkeologiska institutet i Rom)  avvisade grottans identitet som Lupercal på topografiska och stilistiska grunder. Deras slutsats var att grottan egentligen är ett nymfeum eller ett underjordiskt triclinium från kejsar Neros tid.